# Adrianichthys kruyti
Adrianichthys kruyti är en fiskart som beskrevs av Weber, 1913. Adrianichthys kruyti ingår i släktet Adrianichthys och familjen Adrianichthyidae. IUCN kategoriserar arten globalt som akut hotad. Inga underarter finns listade i Catalogue of Life.